# Apeadeiro de Barragem de Belver
Nota: Não confundir com a Estação de Belver, também situada na Linha da Beira Baixa.
O Apeadeiro de Barragem de Belver é uma interface da Linha da Beira Baixa, que dá acesso à Barragem de Belver, no distrito de Santarém, em Portugal.

## História
Esta interface situa-se no troço entre Abrantes e a Covilhã da Linha da Beira Baixa, que começou a ser construído nos finais de 1885, e entrou em exploração em 6 de Setembro de 1891.